# Blathmac
Blatmac (c.750 - † c.825) fou un monjo irlandès de l'edat mitjana. Va ser martiritzat al voltant del 825 a l'abadia d'Iona. La seva biografia va ser escrita per Walafrid Estrabó, l'abat benedictí de Reichenau.
D'acord amb l'Enciclopèdia Catòlica, era el fill d'una família noble i des de jove va mostrar vocació religiosa i àdhuc desitjat el martiri. El seu nom fou llatinitzat com Florentius, atès que en irlandès blath significa flor. El 824 entrà a l'orde dels columbans a Iona, i arribà a esdevenir abat, poc temps abans que els dans envaïssin Irlanda. Un matí, mentre celebrava missa, els escandinaus entraren a l'església del monestir i assassinaren els monjos. Sant Blatmac es negà a revelar on s'ubicava el sepulcre de Sant Columbà, que, de fet, era l'objecte del saqueig, i fou esquarterat als peus de l'altar.
El seu cos fou enterrat posteriorment amb solemnitat al lloc del martiri i, segons la tradició, a través de la seva intercessió han ocorregut nombrosos miracles. La data de la seva mort està registrada en els Annals d'Ulster el 825, però Jean Mabillon la ubica 36 anys abans. L'hagiografia feta per l'abat Estrabó es troba al Florilegium Insulae Sanctorum de Messingham.